# Октафторонептунат натрия
Октафторонептунат натрия — неорганическое соединение,
комплексная соль натрия, нептуния и плавиковой кислоты
с формулой Na3[NpF8],
сиреневые кристаллы.

## Получение
- Нагревание фторидов нептуния(VI) и натрия:

{\displaystyle {\mathsf {6NaF+2NpF_{6}\ {\xrightarrow {250-400^{o}C}}\ 2Na_{3}[NpF_{8}]+F_{2}}}}

## Физические свойства
Октафторонептунат натрия образует сиреневые кристаллы
тетрагональной сингонии,

параметры ячейки a = 0,5410 нм, c = 1,089 нм.

## Химические свойства
- При фторировании образует фторид нептуния(VI):

{\displaystyle {\mathsf {2Na_{3}[NpF_{8}]+F_{2}\ {\xrightarrow {}}\ 6NaF+2NpF_{6}}}}